# Geografía de Santa Elena

Isla Santa Elena

La isla Santa Elena (en inglés: Saint Helena) es una isla del océano Atlántico Sur, aproximadamente a medio camino entre América del Sur y África, en las coordenadas geográficas 15° 56'S 5°42'O. Santa Elena tiene una superficie de 122 kilómetros cuadrados y es parte del territorio británico de ultramar denominado Santa Elena, Ascensión y Tristán de Acuña, que además de Santa Elena, también incluye la isla Ascensión y el grupo de islas de Tristán de Acuña. A pesar de estar a medio camino entre América y África, a todas estas islas se las considera geográficamente africanas.

## Geografía física

### Clima

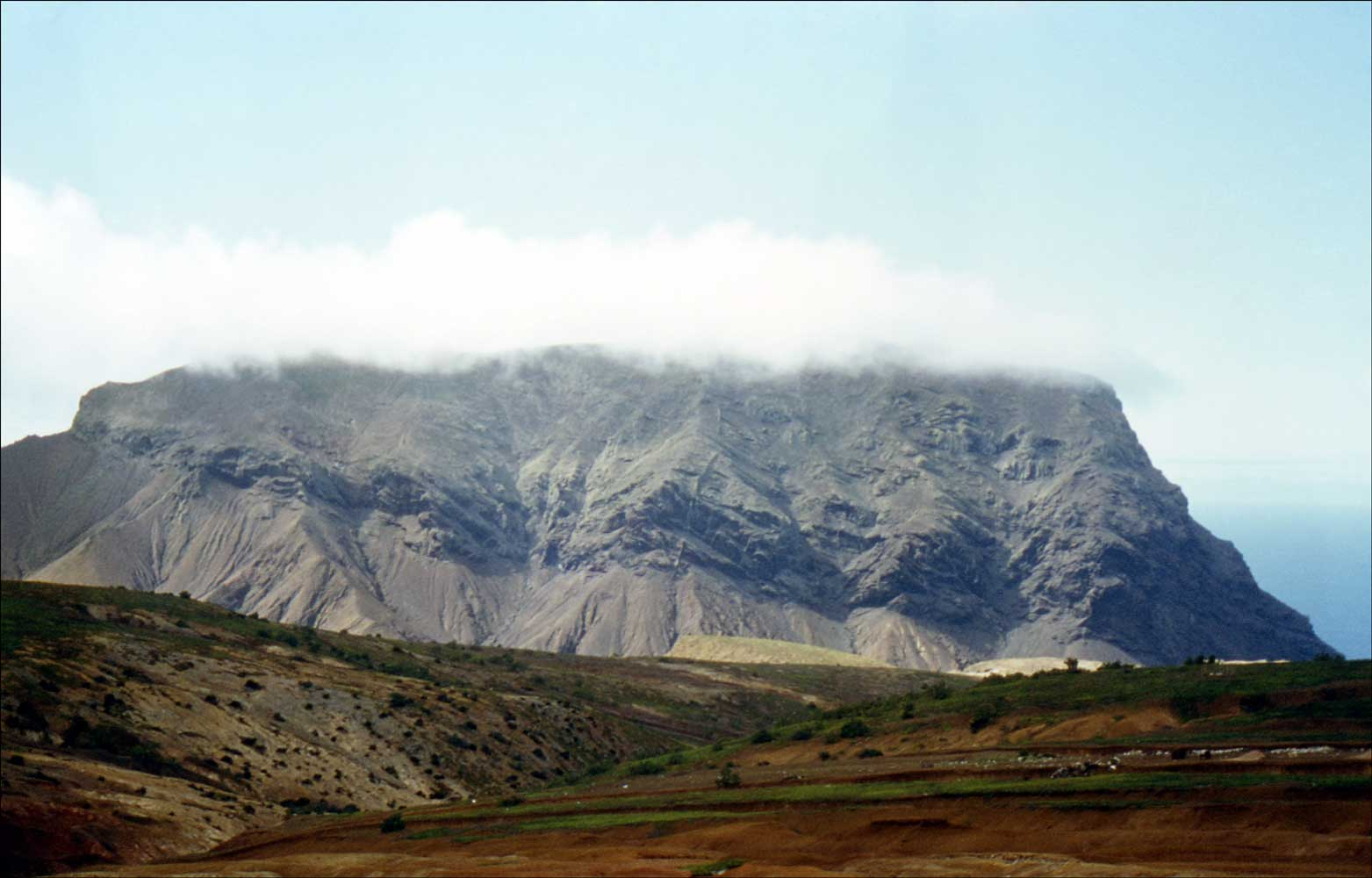
El Granero, que forma la punta noreste de la isla.

El clima de la isla de Santa Elena puede ser descrito como tropical, marino y leve, moderado por la Corriente de Benguela y los vientos alisios que soplan casi continuamente. Del mismo modo, el clima de Tristán de Acuña es marino, suave y templado por los vientos alisios, aunque el clima es templado en la naturaleza. El clima de la Isla de la Ascensión es más cálido y más húmedo que el de Santa Elena.

### Terreno

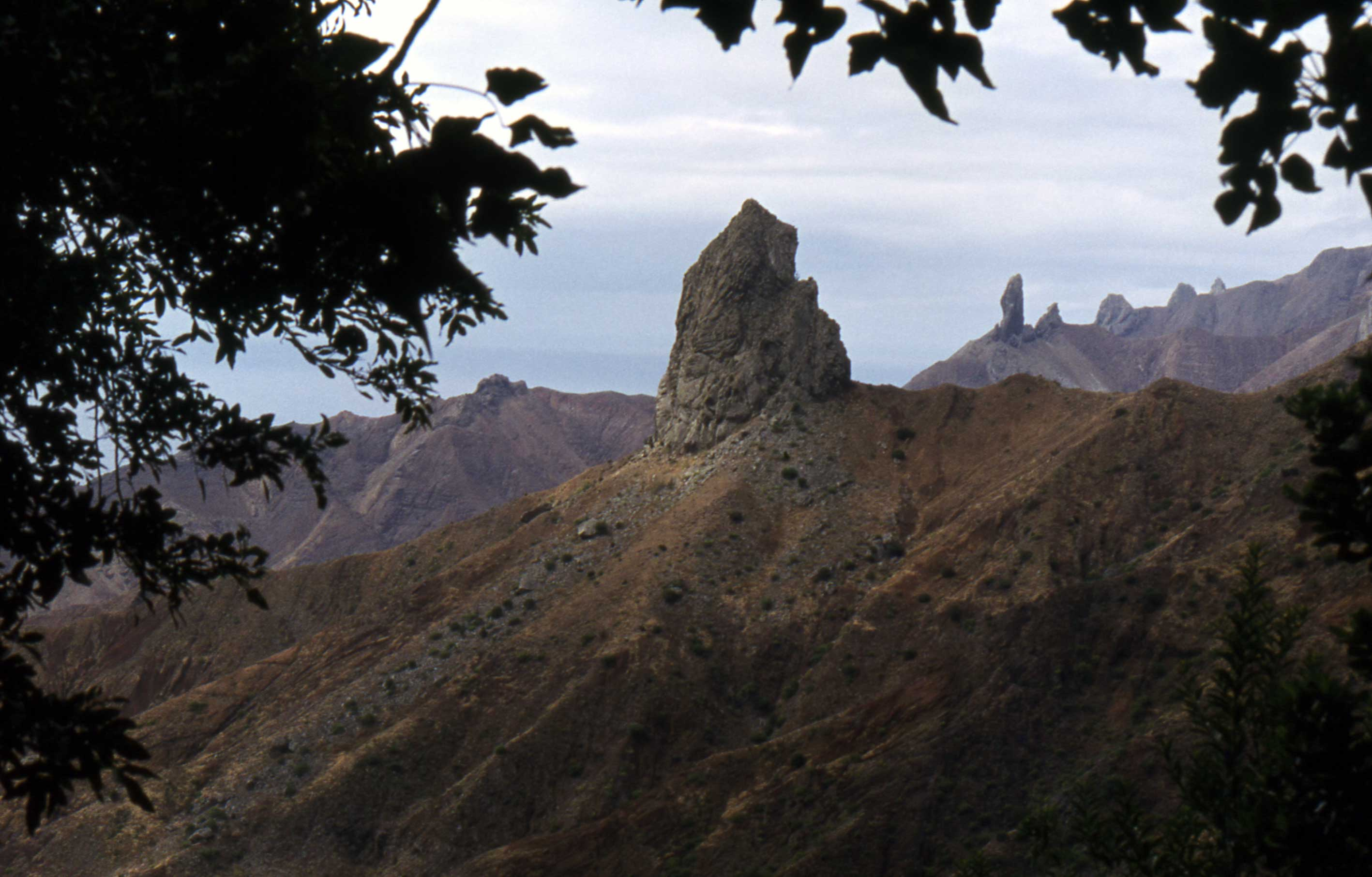
Imagen de 'Lot' y 'La esposa de Lot'.

Santa Elena cuenta con un terreno accidentado, volcánico, con pequeñas mesetas y llanuras dispersas, con la mayor superficie de terreno plano en la isla es normal, Prosperous Bay en la zona árida del este. Las otras islas del grupo tienen un origen volcánico. El punto más alto en la isla es el Pico de Diana en 818 metros (2.684 pies), aunque Pico de la Reina María de Tristán de Acuña es el más alto en el territorio británico en 2.062 metros.
Un peligro natural en Tristán de Acuña es vulcanismo activo, aunque éste no es el caso de Santa Elena en sí.

### Características geológicas

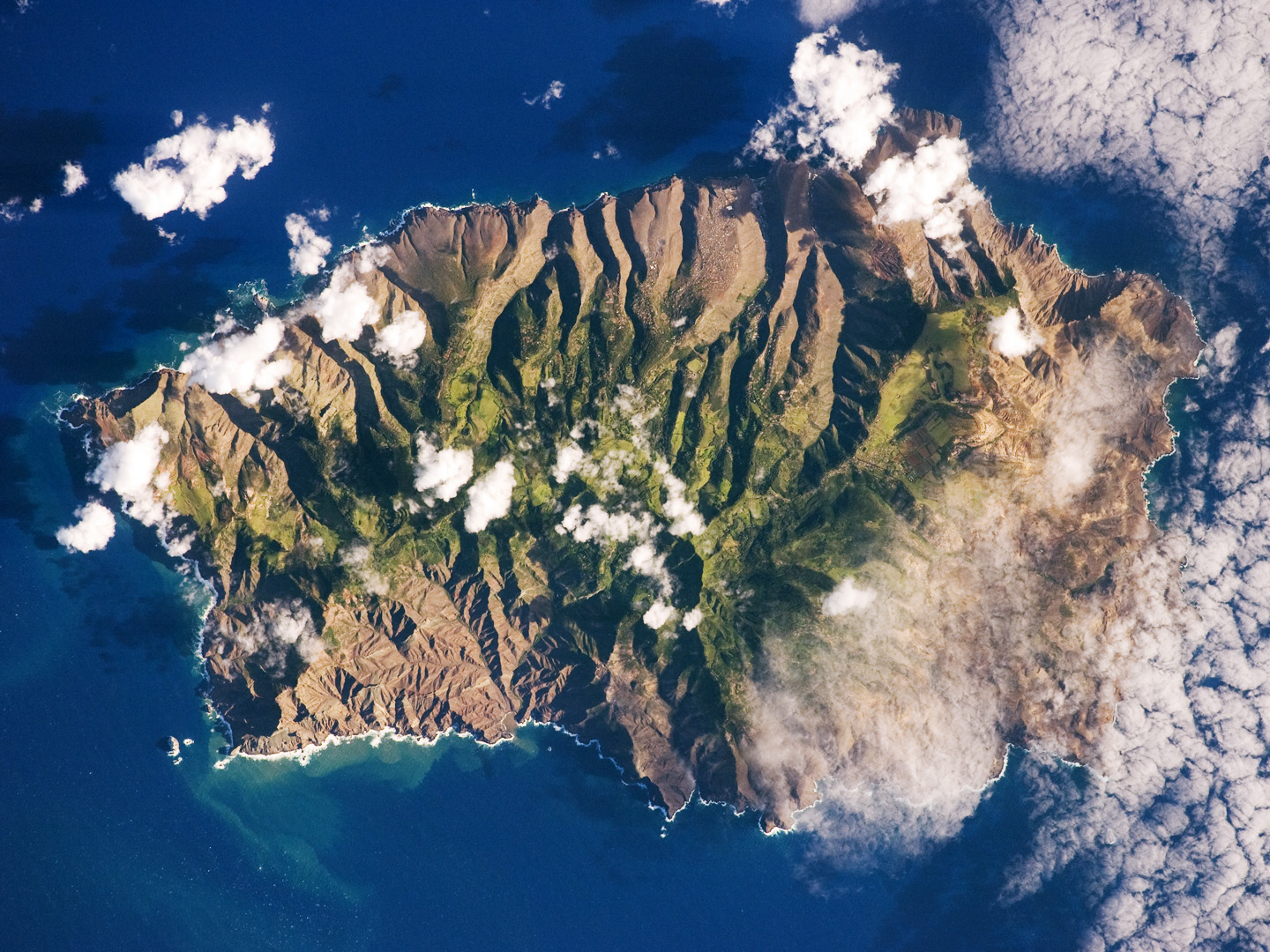
La isla Santa Elena vista desde el cielo.

El Granero es una nivelación de las lavas más jóvenes en las rocas más débiles. El Granero cuenta con acantilados en el lado que mira al mar. Tiene vistas a los piroclastos y flujos débiles de Cap Valle turco hacia el sur. 
Tomando su nombre de la historia de Lot, en el libro del Génesis, "Lot" y "mujer de Lot" son dos pilares de roca solitaria encabezando dos valles cerca de Sandy Bay. Los pilares son intrusiones fonolíticas, que son más resistentes a la erosión que rodea las características volcánicas que han, en el tiempo, erosionados.

### Recursos naturales
Santa Elena cuenta con la pesca como su principal recurso natural. El uso del suelo en el grupo de la isla está dividida entre las tierras de cultivo (con el 12,9% de la superficie dedicada a este) y otros usos, que ocupan el restante 87,1%.
En cuanto a las reclamaciones de derecho marítimo, Santa Elena cuenta con una zona de pesca exclusiva de 200 millas marinas, y un mar territorial de doce millas náuticas.

### Islas
Frente a la costa de la isla en sí son numerosas islas pequeñas. A partir del norte y correr las agujas del reloj, estos son: Shore, Isla de George, Rough Rock Island, Flat Rock, las boyas, de Sandy Bay , Isla Caballo Negro, Blanco Isla de los Pájaros, la Isla de Frightus, Rock Jar, Castle Point Rock, Robert Rock, Rock Salt, Isla Speery, Flat Rock, La Aguja, Rock Bajo y Alto Negro, Isla de los Pájaros, Rock Negro, Isla de Thompson Valley, alcanzó la isla, la isla Egg, Presidente de la Virgen, más ligero Rock, Long Ledge, y Red Rock.

## Ecología
Santa Elena alberga al menos 40 especies de plantas desconocidas en cualquier otro lugar en el mundo, y la Ascensión es un caldo de cultivo para las tortugas marinas y golondrinas de mar de hollín.

## Distritos
La isla Santa Elena se divide en 8 distritos, que se utilizan con fines electorales y administrativas.